# 나폴레옹 (1927년 영화)
《나폴레옹》(Napoleon)은 프랑스에서 제작된 아벨 강스 감독의 1927년 드라마 영화이다. 알베르트 디에도네 등이 주연으로 출연하였다.

## 출연

### 주연
- 알베르트 디에도네
- 블라디미르 루덴코
- 에드먼드 반 다엘
- 알렉상드르 쿠비츠키

### 조연
- 앙토냉 아르토
- 아벨 강스
- 지나 마네스
- 수잔 비안체티
- 마거릿 강스
- 이베트 디우도네
- 필리프 에리아
- 피에르 바트체프
- 유지니 부펫
- 아초 차카토니
- 니콜라스 콜린

## 같이 보기
- 상영 시간순 영화 목록